# David Møller Wolfe
David Møller Wolfe (Bergen, 23 april 2002) is een Noors voetballer die doorgaans speelt als linksback. In augustus 2025 verruilde hij AZ voor Wolverhampton Wanderers. Møller Wolfe maakte in 2023 zijn debuut in het Noors voetbalelftal.

## Clubcarrière
Møller Wolfe speelde in de jeugd van Begren Nord en kwam daarna in de jeugd van SK Brann terecht. Deze club verhuurde hem aan Åsane, waar hij al een dag na het rondkomen van de verhuurperiode zijn debuut maakte. Na zijn terugkeer tekende hij zijn eerste officiële contract. Hierna mocht hij op 9 mei 2021 zijn debuut maken in het eerste elftal van Brann, toen in de Eliteserien met 3–1 verloren werd op bezoek bij Viking FK in het Vikingstadion. Møller Wolfe mocht van coach Kåre Ingebrigtsen in de basis beginnen en werd acht minuten voor tijd naar de kant gehaald ten faveure van Mathias Rasmussen. Aan het einde van 2021 degradeerde de verdediger met zijn team naar de 1. divisjon, maar door een kampioenschap op dat niveau keerde de club direct terug.
In mei 2023 tekende Møller Wolfe een voorcontract bij AZ, ingaande per 1 juli van dat jaar. Met de overgang van de Noor was een bedrag van circa tweeënhalf miljoen euro gemoeid. In Alkmaar zette de vleugelverdediger zijn handtekening onder een verbintenis voor de duur van vijf seizoenen. Bij AZ fungeerde hij twee seizoenen lang voornamelijk als basisspeler. Hij overtuigde Wolverhampton Wanderers om in augustus 2025 een bedrag van circa twaalf miljoen euro voor hem te betalen. Bij de club uit de Premier League tekende hij voor vijf jaar.

## Clubstatistieken
| Seizoen | Club                    | Competitie     | Competitie | Competitie | Beker | Beker | Internationaal | Internationaal | Nacompetitie | Nacompetitie | Totaal | Totaal |
| Seizoen | Club                    | Competitie     | Wed.       | Dlp.       | Wed.  | Dlp.  | Wed.           | Dlp.           | Wed.         | Dlp.         | Wed.   | Dlp.   |
| ------- | ----------------------- | -------------- | ---------- | ---------- | ----- | ----- | -------------- | -------------- | ------------ | ------------ | ------ | ------ |
| 2019    | SK Brann                | Eliteserien    | 0          | 0          | 0     | 0     | —              | —              | —            | —            | 0      | 0      |
| 2020    | → Åsane                 | 1. divisjon    | 28         | 1          | 0     | 0     | —              | —              | —            | —            | 28     | 1      |
| 2021    | SK Brann                | Eliteserien    | 20         | 1          | 2     | 0     | —              | —              | —            | —            | 22     | 1      |
| 2022    | SK Brann                | 1. divisjon    | 25         | 0          | 2     | 0     | —              | —              | —            | —            | 27     | 0      |
| 2023    | SK Brann                | Eliteserien    | 11         | 0          | 5     | 1     | —              | —              | —            | —            | 16     | 1      |
| 2023/24 | AZ                      | Eredivisie     | 34         | 1          | 1     | 0     | 10             | 0              | —            | —            | 45     | 1      |
| 2024/25 | AZ                      | Eredivisie     | 31         | 2          | 4     | 0     | 10             | 1              | 2            | 0            | 47     | 3      |
| 2025/26 | Wolverhampton Wanderers | Premier League | 1          | 0          | 0     | 0     | —              | —              | —            | —            | 1      | 0      |
| Totaal  | Totaal                  | Totaal         | 150        | 5          | 14    | 1     | 20             | 1              | 2            | 0            | 186    | 7      |

Bijgewerkt op 20 augustus 2025.

## Interlandcarrière
Møller Wolfe maakte zijn debuut in het Noors voetbalelftal op 16 november 2023, toen een vriendschappelijke wedstrijd gespeeld werd tegen Faeröer. Van bondscoach Ståle Solbakken mocht Møller Wolfe in de basisopstelling beginnen en hij speelde het gehele duel mee. Door doelpunten van Jørgen Strand Larsen en Oscar Bobb werd met 2–0 gewonnen. De andere Noors debutant dit duel was Mathias Dyngeland (SK Brann).
Zijn eerste doelpunt in de nationale ploeg maakte hij op 25 maart 2025, tijdens zijn tiende interlandoptreden. Op die dag werd een kwalificatiewedstrijd voor het WK 2026 gespeeld tegen Israël. Møller Wolfe zette zijn ploeg in de eerste helft op voorsprong. Mohammed Abu Fani maakte na rust gelijk, waarna Noorse treffers van Alexander Sørloth, Kristoffer Ajer en Erling Braut Haaland en een tegentreffer van Don Turgeman zorgden voor de einduitslag: 2–4 voor Noorwegen.
| Interlands van David Møller Wolfe voor Noorwegen | Interlands van David Møller Wolfe voor Noorwegen | Interlands van David Møller Wolfe voor Noorwegen | Interlands van David Møller Wolfe voor Noorwegen | Interlands van David Møller Wolfe voor Noorwegen | Interlands van David Møller Wolfe voor Noorwegen |
| №                                                | Datum                                            | Wedstrijd                                        | Uitslag                                          | Competitie                                       | Goals                                            |
| Als speler bij AZ                                | Als speler bij AZ                                | Als speler bij AZ                                | Als speler bij AZ                                | Als speler bij AZ                                | Als speler bij AZ                                |
| ------------------------------------------------ | ------------------------------------------------ | ------------------------------------------------ | ------------------------------------------------ | ------------------------------------------------ | ------------------------------------------------ |
| 1                                                | 16 november 2023                                 | Noorwegen – Faeröer                              | 2 – 0                                            | Vriendschappelijk                                |                                                  |
| 2                                                | 26 maart 2024                                    | Noorwegen – Slowakije                            | 1 – 1                                            | Vriendschappelijk                                |                                                  |
| 3                                                | 5 juni 2024                                      | Noorwegen – Kosovo                               | 3 – 0                                            | Vriendschappelijk                                |                                                  |
| 4                                                | 8 juni 2024                                      | Denemarken – Noorwegen                           | 3 – 1                                            | Vriendschappelijk                                |                                                  |
| 5                                                | 6 september 2024                                 | Kazachstan – Noorwegen                           | 0 – 0                                            | Nations League 2024/25                           |                                                  |
| 6                                                | 9 september 2024                                 | Noorwegen – Oostenrijk                           | 2 – 1                                            | Nations League 2024/25                           |                                                  |
| 7                                                | 10 oktober 2024                                  | Noorwegen – Slovenië                             | 3 – 0                                            | Nations League 2024/25                           |                                                  |
| 8                                                | 13 oktober 2024                                  | Oostenrijk – Noorwegen                           | 5 – 1                                            | Nations League 2024/25                           |                                                  |
| 9                                                | 22 maart 2025                                    | Moldavië – Noorwegen                             | 0 – 5                                            | WK 2026 kwalificatie                             |                                                  |
| 10                                               | 25 maart 2025                                    | Israël – Noorwegen                               | 2 – 4                                            | WK 2026 kwalificatie                             | 39'                                              |
| 11                                               | 6 juni 2025                                      | Noorwegen – Italië                               | 3 – 0                                            | WK 2026 kwalificatie                             |                                                  |
| 12                                               | 9 juni 2025                                      | Estland – Noorwegen                              | 0 – 1                                            | WK 2026 kwalificatie                             |                                                  |

Bijgewerkt op 20 augustus 2025.

## Erelijst
| Competitie  |          |          |
| Competitie  | Aantal   | Jaren    |
| SK Brann    | SK Brann | SK Brann |
| ----------- | -------- | -------- |
| 1. divisjon | 1        | 2022     |
| NM Cupen    | 1        | 2022/23  |